# Serge Bec (poète)
Pour les articles homonymes, voir Serge Bec et Bec (homonymie).
Serge Bec est un poète français d'expression provençale né le 27 août 1933 à Cavaillon dans le Vaucluse et mort le 27 février 2021 à Castelnau-le-Lez dans l'Hérault.

## Biographie
Serge Bec a passé son enfance près d'Apt, dans la minoterie familiale.
Il est élève au lycée d'Apt puis étudiant à la faculté d'Aix-en-Provence et à l'École supérieure de journalisme.
Après avoir effectué son service militaire en Algérie (27 mois), il devient journaliste, critique d’art et correspondant de l’Agence France-Presse.
Abandonnant le journalisme, il est maire adjoint délégué à la culture de la ville d’Apt de 1977 à 1983, puis directeur adjoint du parc naturel régional du Luberon.
Depuis 1977, il est rédacteur en chef de la revue qu'il a créée, Le Pays d’Apt.
Il est auteur de guides touristiques, de romans, et de recueils poétiques.
En 2009, il est élu Majoral du Félibrige.

## Œuvre poétique
- Li Graio negro / Les Corneilles noires, avec Pierre Pessemesse, Les Presses Universelles, 1954.
- Cants de l'èstre fòu / Chants de l'être fou, éditions de l’Ase Negre, 1957, Prix Théodore Aubanel.
- Miegterrana / Méditerranée, Institut d’études occitanes, coll. Messatges, 1957.
- Memòria de la carn, seguit de Auba / Mémoire de la chair, suivi de Aube, Institut d’études occitanes, coll. Messatges, 1960.
- Auceus de l'ivern / Oiseaux de l'hiver, in Action poétique, juin-sept 1960.
- Galina blanca e marrit can / Poule blanche et chien méchant, Éditions 4 Vertats, 1968.
- Balada per Lili Fòng / Ballade pour Lilly Phong, Les amis de la culture catalane, 1969.
- Cronicas dau rèire-jorn / Chroniques à contre-jour, Éditions Vent Terral, 1978.
- Sièu un païs / Je suis un Pays, précédé d'une Lettre ouverte aux occitanistes, Edisud, 1980, Prix Pétrarque.
- Cants de nòstrei pòbles encabestrats / Chants de nos peuples enchevêtrés, Éditions Vent Terral, 1985.
- Pouèmo de la Clarenciero I / Poèmes de la Clarencière (I), éditions Ma Provence, 1989.
- Sesoun de guerro / Saison de guerre, Les Cahiers de Garlaban, 1991, Grand Prix Antigone de la ville de Montpellier.
- Tres balado / Trois ballades, Édisud, 1993.
- La nuech fendasclada / La nuit pourfendue, Éditions À chemise ouverte, 1994.
- Pouèmo de la Clarenciero II / Poèmes de la Clarencière (II), Éditions de l'Astrado, 1998, prix Frédéric-Mistral.
- Suito pèr uno eternita / Suite pour une éternité, édition trilingue provençal-français-allemand, Éditions en Forêt / Verlag Im Wald, 2002.
- Saume dins lo vènt / Psaume dans le vent, Éditions de la Cardère, 2006.
- Femna mon Amor / Femme mon Amour, Éditions Letras d'òc, 2008.

Il a présenté son parcours poétique dans :
- Entre Gascogne et Provence - Itinéraire en lettres d'Oc, Entretiens réalisés par Jean-Luc Pouliquen avec Serge Bec et Bernard Manciet, Édisud, Aix-en-Provence, 1994.

## Œuvre en prose
- Laus de Marcèu Bonnet, Aix-en-Provence, Félibrige, 2010 (lire en ligne).

### Romans
- Repérages érotiques (roman érotique) (Éditions Média 1000, 1982)
- Les diables de Rochelune (roman érotique) (Éditions Média 1000, 1982)
- Mémé, je ne veux pas que tu meures (récit) (Éditions Ma Provence, 1989)
- L'otage des loups (Éditions Autres Temps, 1997)
- Cagole (roman noir) (Éditions Autres Temps, 2001)
- La malédiction d'Hadès (roman policier) (Éditions de la Cardère, 2005)

### Livres de photographies sur la Provence
- Un village de Provence : Murs, photographies de Hans Silvester (Éd. Équinoxe, 1993)
- Fêtes de Provence, photographies de Laurent Giraudou (Édisud, 1994)
- Provence plurielle et singulière, photographies de Gérard Sioen (Éd. Équinoxe, 1996)
- Villages en Provence, photographies de Gérard Sioen (Éd. Équinoxe, 1998)
- Provence des lavandes, photographies de Gérard Sioen (Éd. Équinoxe, 2001)

### Guides et livres sur la Provence
- Mini-guide des peintres du soleil, 1969.
- Mini-guide poétique du Luberon, 1969.
- Almanach des plaisirs du Luberon (1979-1980), en collaboration avec Charles Nugue.
- Fantastique Pays d'Apt, Les Presses Universelles, 1979.
- Votre guide en Luberon, en collaboration avec René Bruni, Éditions Édisud, 1986.
- Le Luberon et sa région, Éditions Solar, 1992.
- Carnets d'un naturaliste amateur en Luberon (illustrations d'Eric Alibert), Équinoxe, 1997.

## Chansons et enregistrements
Ses poèmes ont été chantés par René Sette. Serge Bec a par ailleurs enregistré ses poèmes pour la collection Trésors d'Occitanie.

## Hommages et reconnaissances
- Serge Bec a reçu en 1992 le Prix Antigone décerné par la ville de Montpellier.
- Serge Bec a reçu le Grand Prix littéraire de Provence en 2006[7].
- Une journée d'étude a été consacrée à Serge Bec à l'Université de Montpellier en avril 2009[8] à laquelle ont participé universitaires et poètes spécialistes de son œuvre[9].
- Avec Raymond Jean, René Bruni et Marc Dumas, Serge Bec a été un des parrains de la nouvelle médiathèque d'Apt[10].

## Pour approfondir